# Ace Combat X: Skies of Deception
 (octobre 2019).
Si vous disposez d'ouvrages ou d'articles de référence ou si vous connaissez des sites web de qualité traitant du thème abordé ici, merci de compléter l'article en donnant les références utiles à sa vérifiabilité et en les liant à la section « Notes et références ».
Ace Combat X: Skies of Deception est un simulateur de vol de combat sorti en 2006 sur PlayStation Portable.

## Présentation
Jusqu'à quatre joueurs peuvent se disputer la suprématie aérienne via le Mode réseau ad hoc au cours de duels acharnés ou de combats par équipe en coopératif. La structure des missions varie selon les choix opérés par le joueur. Celui-ci décide de sa trajectoire pour accomplir sa mission. Il y a aussi la possibilité de personnaliser et améliorer les appareils.

## Scénario
La pacifique république d'Aurelia est envahie par la junte voisine Leasath. Au bout de quelques jours de lutte, Aurelia est presque envahie. Mais un groupe de pilotes résistera jusqu'au 
bout et vaincra l'oppresseur Leasath. Mais derrière cette guerre se cache un vaste complot financier.

## Système de jeu
Ace Combat X: Skies of Deception fait partie de la série de jeux vidéo Ace Combat. Il existe 40 avions différents, tous de combat car le scénario relève celui d'une guerre.